# Линия Титибу (Сэйбу)
Линия Сэйбу-Титибу (яп. 西武秩父線 сэйбу титибу сэн) — железнодорожная линия частного японского железнодорожного оператора Seibu Railway в префектуре Сайтама. Линия протянулась на 19 километров от станции Агано в городе Ханно до станции Сэйбу-Титибу в городе Титибу. Линия является практическим продолжением линии Икэбукуро.

## История
Линия была открыта 14-го октября 1969 года, после двух лет строительства. Двадцать лет спустя, 1-го апреля 1989 года было открыто сквозное сообщение с Главной линией Титибу компании Chichibu Railway. 28 марта 1996 года на линии были прекращены грузовые перевозки.

## Станции
Легенда … ●：останавливается、▲：ограниченная остановка、｜：проезжает
| Станция      | между станциями | от конечной | Rapid Exp. | Ltd. Exp. | Пересадки                              | Расположение |
| ------------ | --------------- | ----------- | ---------- | --------- | -------------------------------------- | ------------ |
| Агано        | -               | 0.0         | ●          | ｜        | Seibu Railway：Линии Икэбукуро         | Ханно        |
| Ниси-Агано   | 3.6             | 3.6         | ●          | ｜        |                                        | Ханно        |
| Сёмару       | 2.7             | 6.3         | ●          | ｜        |                                        | Ханно        |
| Асигакубо    | 6.1             | 12.4        | ●          | ▲         |                                        | Йокодзе      |
| Ёкодзэ       | 4.0             | 16.4        | ●          | ●         | Chichibu Railway：Главная линия Титибу | Йокодзе      |
| Сэйбу-Титибу | 2.6             | 19.0        | ●          | ●         | Chichibu Railway：Главная линия Титибу | Титибу       |